# 2741 Valdivia
2741 Valdivia eller 1975 XG är en asteroid i huvudbältet som upptäcktes den 1 december 1975 av den båda chilenska astronomerna Carlos R. Torres och Sergio Barros på Cerro El Roble. Den har fått sitt namn efter den spanske Conquistadoren Pedro de Valdivia.
Asteroiden har en diameter på ungefär 11 kilometer.